# Partícula em um anel
Na mecânica quântica, o caso de uma partícula em um anel unidimensional é semelhante à partícula em uma caixa. A equação de Schrödinger para uma partícula livre que é restrita a um anel (tecnicamente, cujo espaço de configuração é o círculo {\displaystyle S^{1}}) é
{\displaystyle -{\frac {\hbar ^{2}}{2m}}\nabla ^{2}\psi =E\psi }

## Função de onda
Usando coordenadas polares no anel unidimensional de raio R, a função de onda depende somente da coordenada angular, e assim
{\displaystyle \nabla ^{2}={\frac {1}{R^{2}}}{\frac {\partial ^{2}}{\partial \theta ^{2}}}}
exigindo que a função de onda seja periódica em {\displaystyle \ \theta } com um período {\displaystyle 2\pi } (da demanda de que as funções de onda sejam funções de valor único no círculo), e que elas sejam normalizadas leva às condições
{\displaystyle \int _{0}^{2\pi }\left|\psi (\theta )\right|^{2}\,Rd\theta =1\ },
e
{\displaystyle \ \psi (\theta )=\ \psi (\theta +2\pi )}
Nestas condições, a solução da equação de Schrödinger é dada por
{\displaystyle \psi _{\pm }(\theta )={\frac {1}{\sqrt {2\pi R}}}\,e^{\pm i{\frac {R}{\hbar }}{\sqrt {2mE}}\theta }}